# Хоцинов, Сэмюэл
Хоцинов Сэмюэл (англ. Samuel Chotzinoff; 4 июля 1889, Витебск — 9 февраля 1964, Нью-Йорк) — американский пианист, музыкальный критик, продюсер и писатель.

## Биография
Родился в семье раввина и учителя древнееврейского языка Мойше-Бера Хотянова и Рахили Траскеновой. В 1896 году эмигрировал с родителями в США. Учился в Институте музыки Кёртиса. Возглавлял музыкальный отдел NBC и был дирижёром симфонического оркестра. С 1919 аккомпаниатор Я. Хейфеца, на сестре которого Песе он был женат. Также был аккомпаниатором Е.Цимбалиста. В 1925—1930 музыкальный критик «New York World» и «New York Post» (1935). Консультант на NBC и комментатор симфонических оркестров. Преподаватель музыкальной критики Института музыки Кёртиса.

### Произведения
- A Lost Paradise. Early Reminiscences. , London 1956
- Toscanini. An intimate portrait. , New York, 1956
- Eroica: A Novel Based on the Life of Ludwig Van Beethoven

### Мюзиклы
- Honeymoon, 1932 и 1933 г.
- Wunderkind, 1935 г.
- Maria Golovin, 1958 г.